# Villa Tautzschgenhof
Die Villa Tautzschgenhof ist ein großes villenartiges Landhaus im Graue-Presse-Weg 62 (Nebengebäude an der Straße: Nr. 60) am Rande des Stadtteils Wahnsdorf der sächsischen Stadt Radebeul.

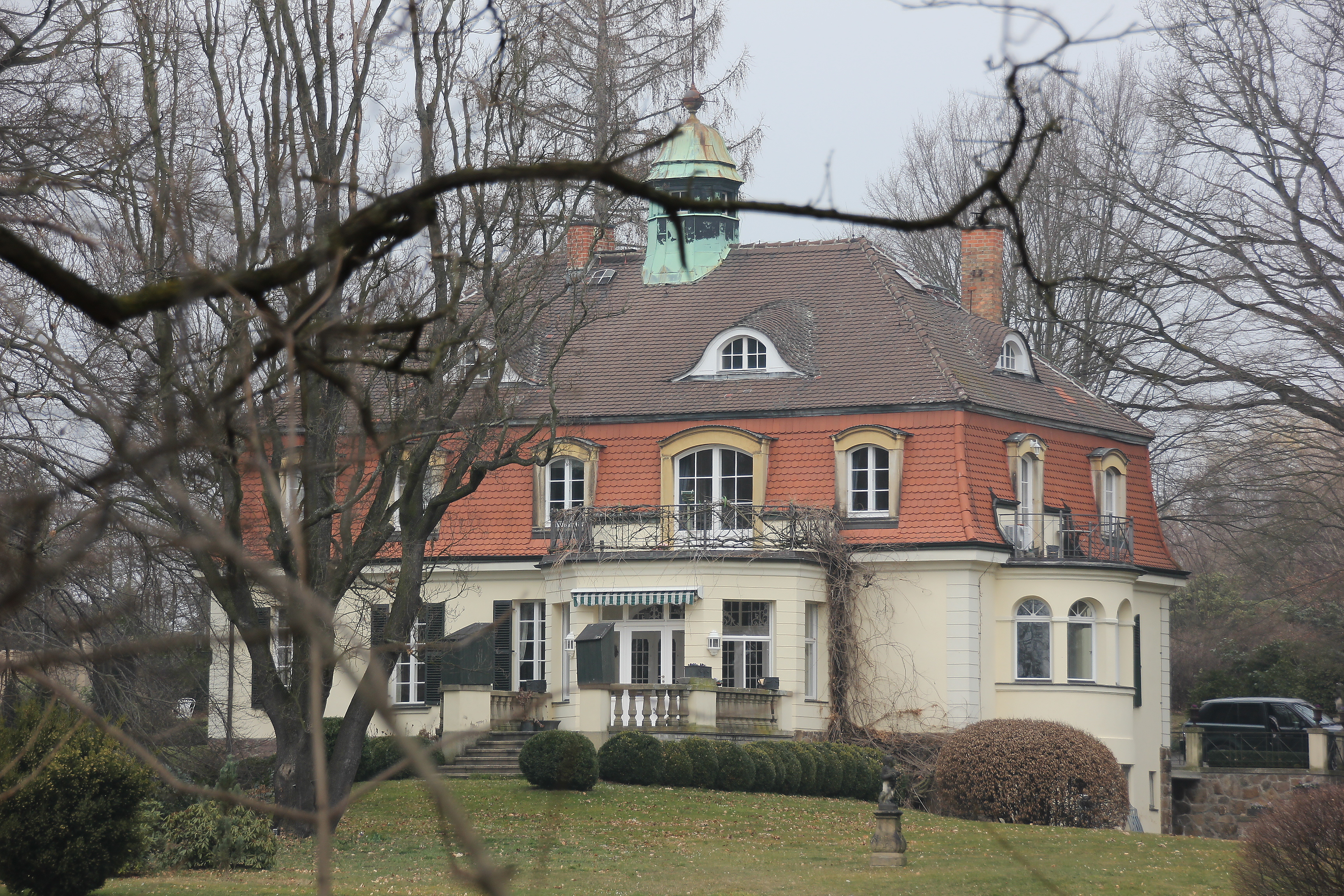
Villa Tautzschgenhof, von Süden

## Beschreibung

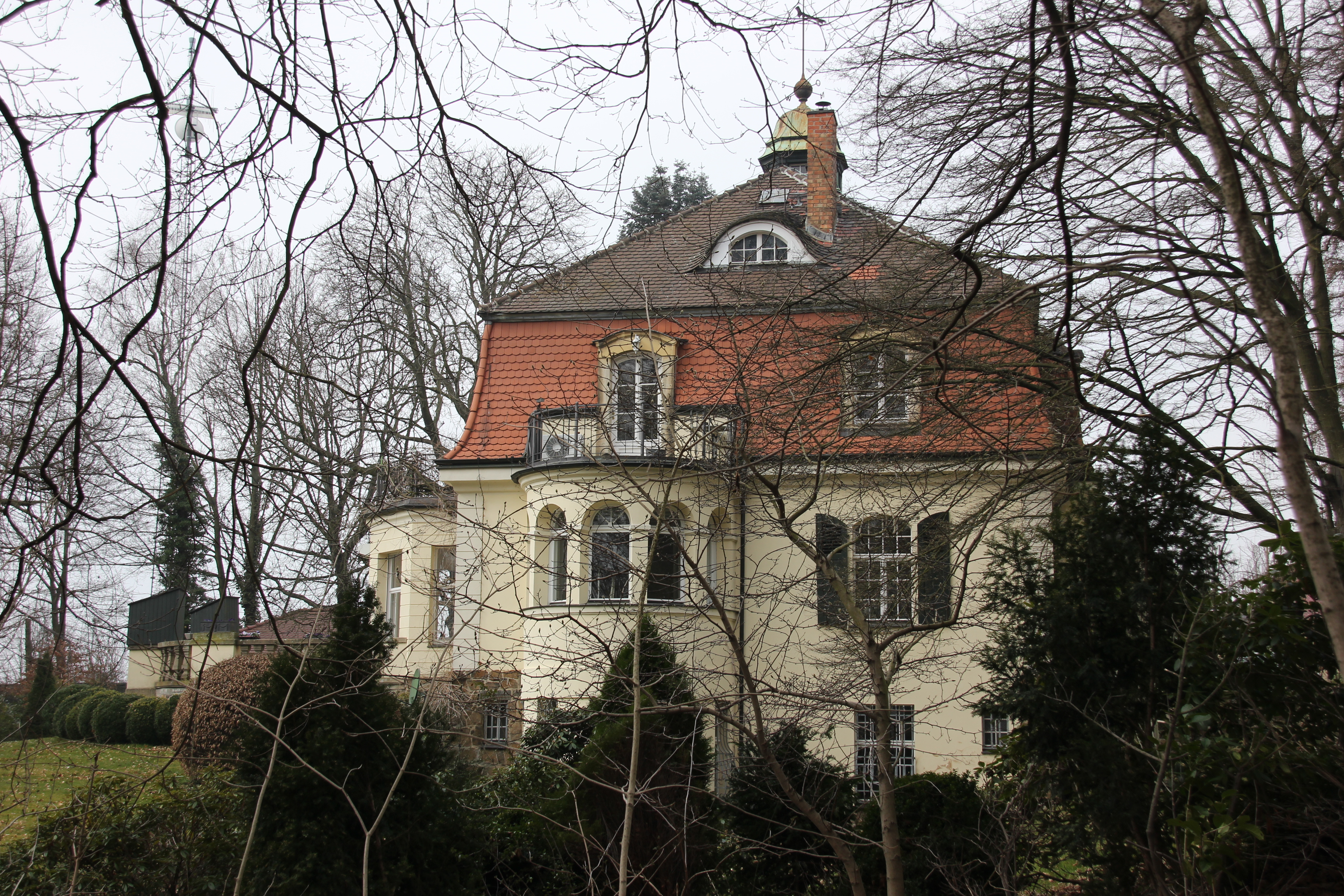
Villa Tautzschgenhof, von Osten

### Villa mit Garten
Das mitsamt Brunnenhäuschen, Putten, Garten und Wirtschaftsgebäuden unter Denkmalschutz stehende Landhaus ist eine „ursprünglich erhaltene Jugendstilvilla mit neobarocken Elementen“. Der eingeschossige Bau ist von der Straße aus  tief im Grundstück gelegen. Es hat ein Mansarddach mit einem achteckigen Dachreiter mit geschweifter Haube. Spitzbogige Dachgauben liegen unter Fledermausgauben im zweiten Dachgeschoss.
Nach Süden zum parkartigen Garten hin steht eine polygonale Veranda mit Terrasse und Freitreppe, dort eine Puttengruppe vom Bildhauer Burkhart Ebe. Die Zufahrt erfolgt von Norden auf den Eingang mit Freitreppe und säulengestütztem Vordach zu. Am Zufahrtsweg steht ein kleines, polygonales Brunnenhaus mit geschweiftem Dach.
Der unmittelbar um das Haus herumliegende, angelegte Garten zur Villa ist als denkmalpflegerische Nebenanlage geschützt. Sie liegt am nördlichen Rand noch innerhalb der Historischen Weinberglandschaft Radebeul, während die lange Zufahrt von der Straße aus nicht mehr dazugehört.

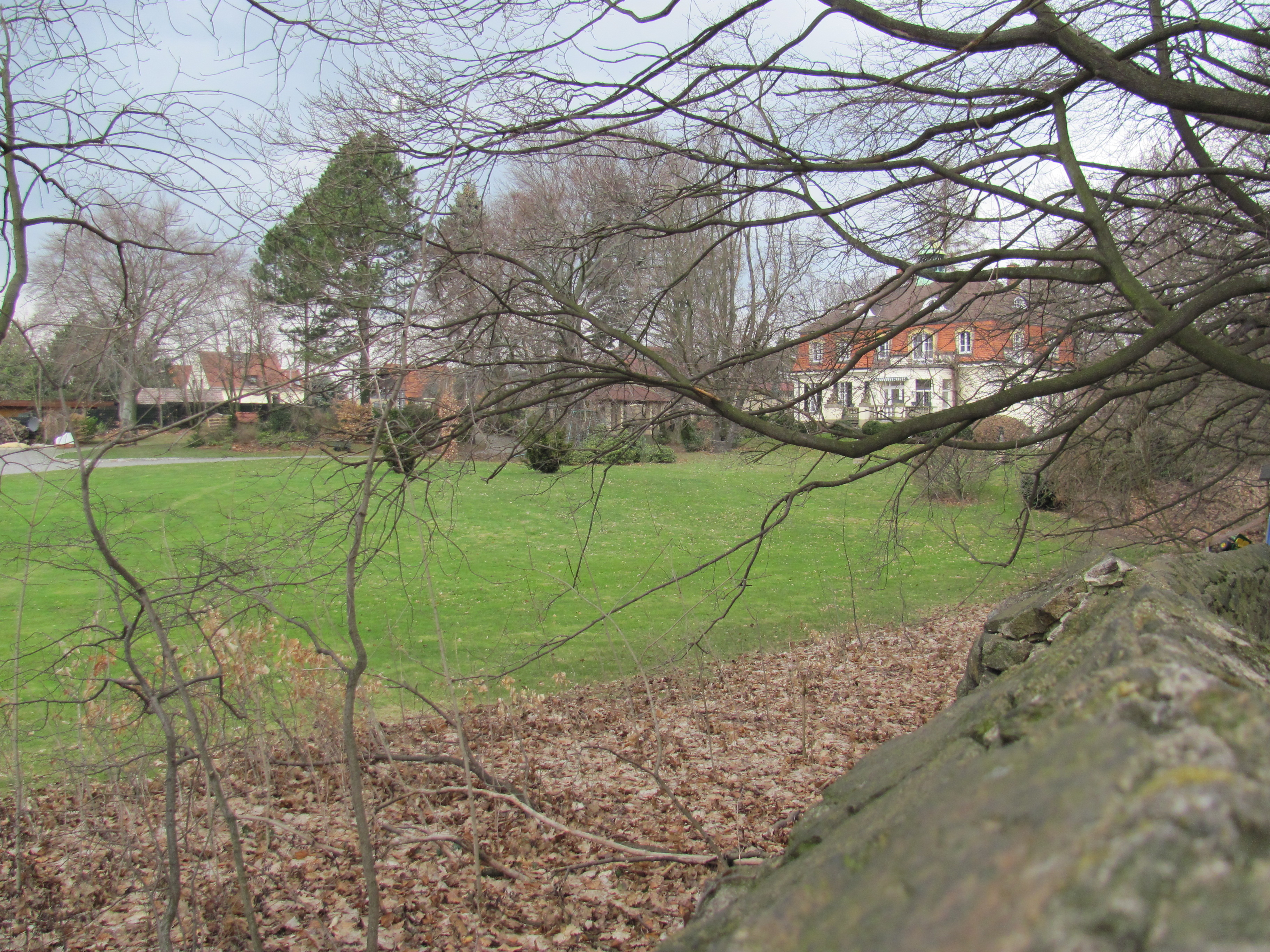
Garten auf der Südseite
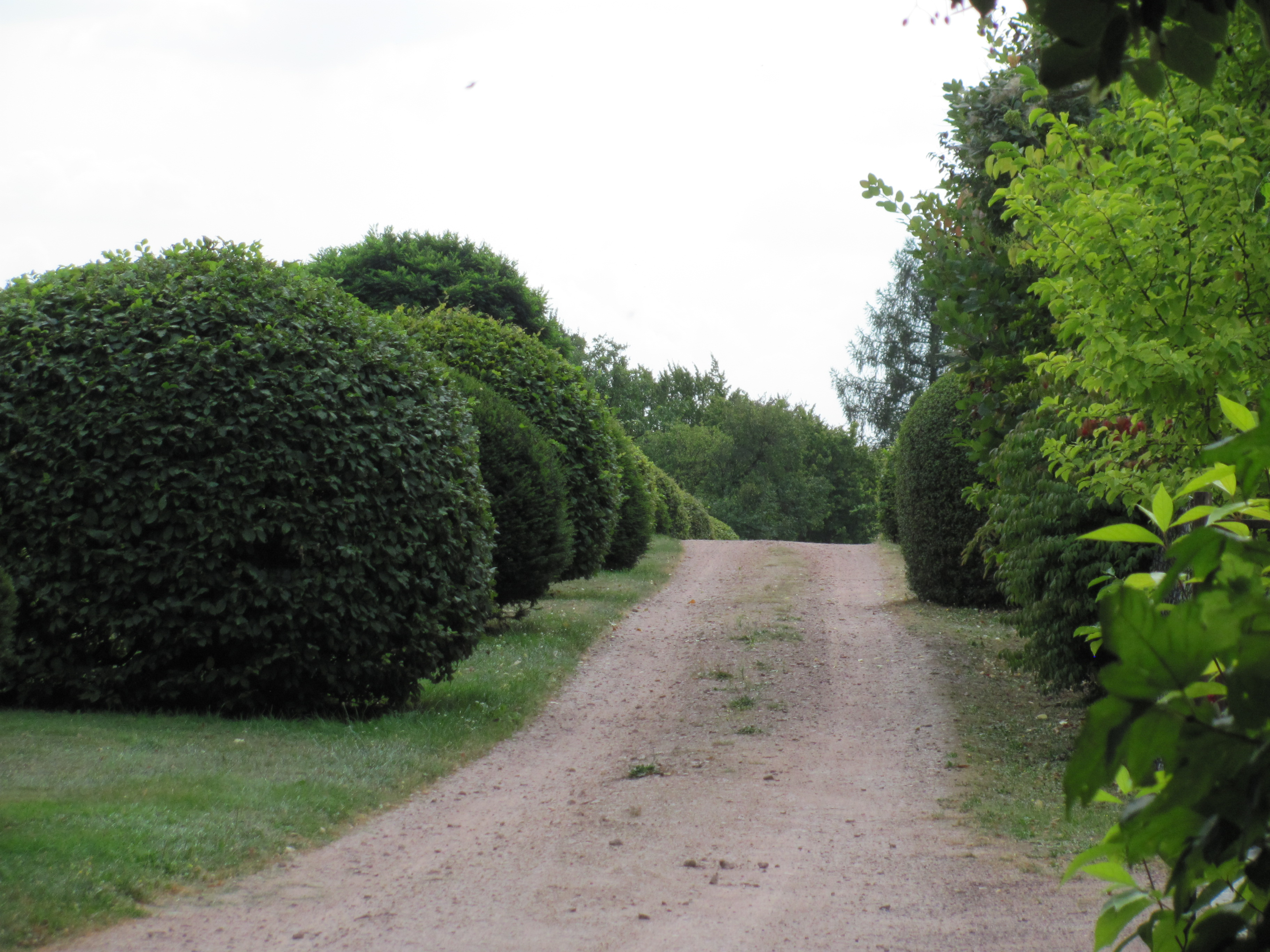
Zufahrt vom Tor aus
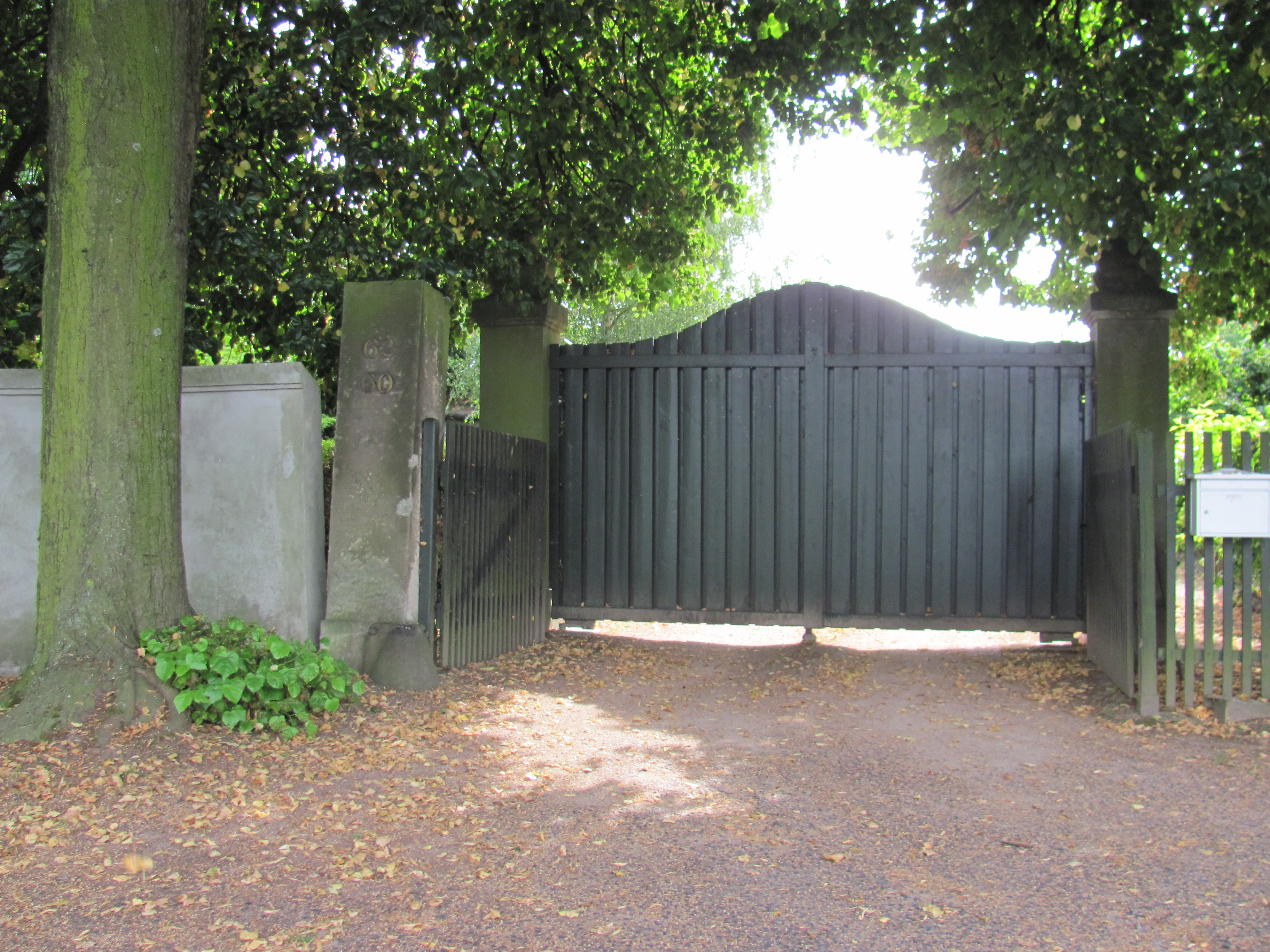
Tor
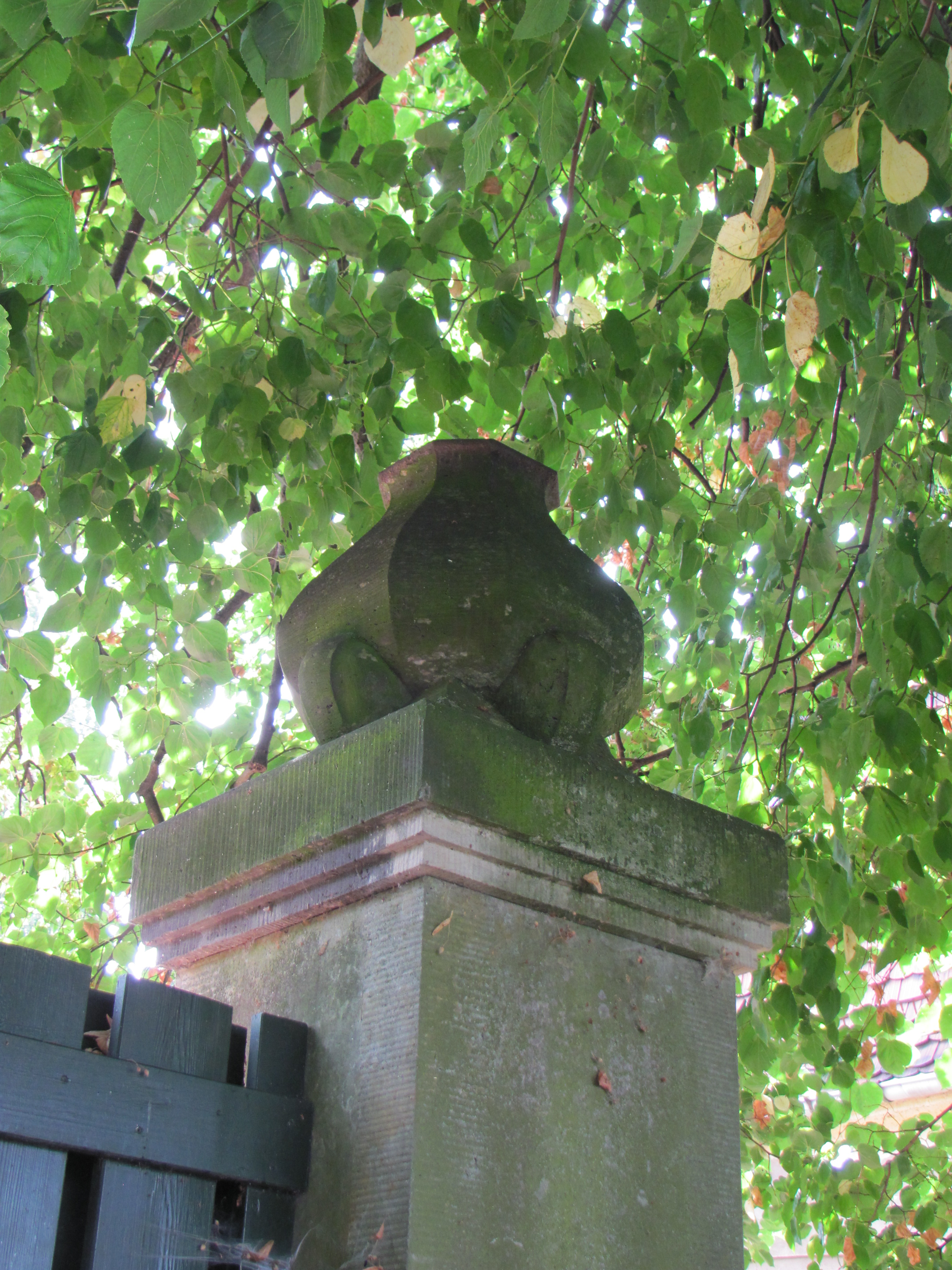
Torpfeiler mit Vasenschmuck
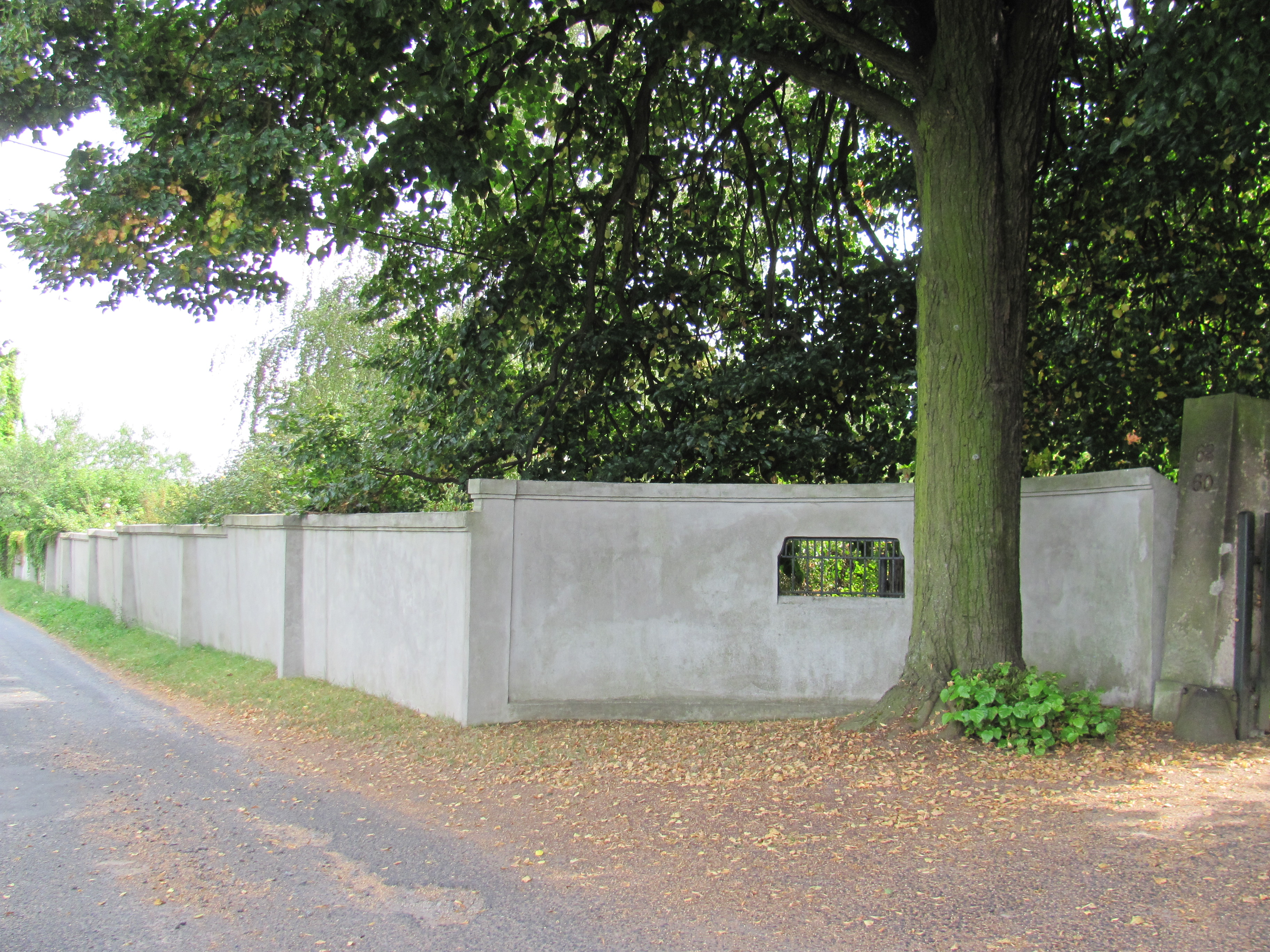
Straßeneinfriedung

### Nebengebäude

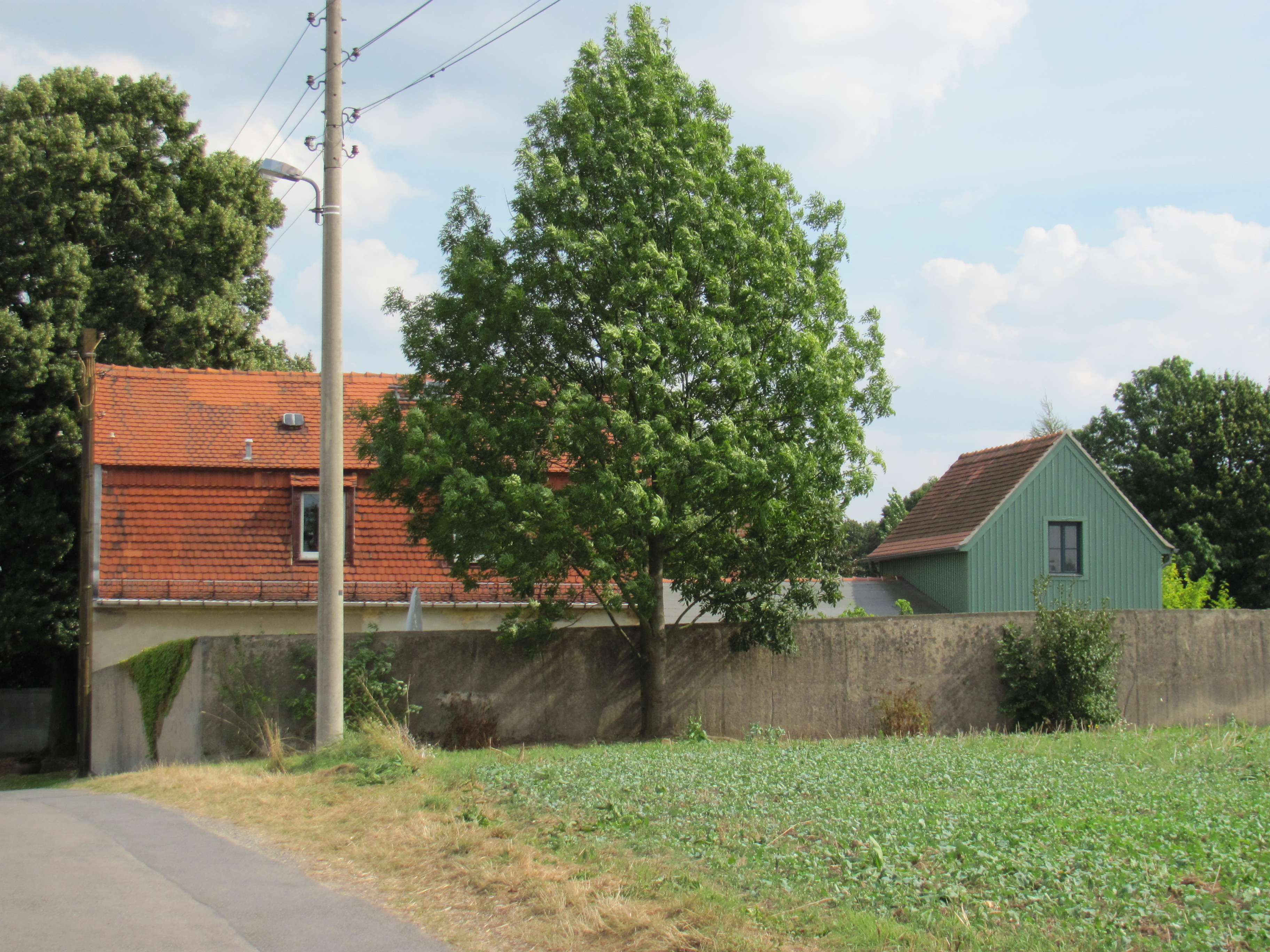
Nebengebäude ohne Stall

Zum Tautzschgenhof gehören weitere denkmalgeschützte Nebengebäude direkt an der Straße unter der Nr. 60. Das eingeschossige Wohnhaus (Kutscherhaus) mit einem ausgebauten Mansard-Satteldach steht giebelständig direkt am Graue-Presse-Weg. Es entstand 1911. Direkt dahinter, verbunden durch einen niedrigen Zwischenbau mit Satteldach, steht rechtwinklig dazu die ehemalige Remise, ebenfalls aus dem Jahr 1911. Der Speicher im Obergeschoss ist verbrettert. Der Ausbau des Stalls im Erdgeschoss des Wirtschaftsgebäudes zum „Automobilschuppen“ erfolgte 1913 zusammen mit dem Bau der nebenliegenden großen Scheune. Diese steht auf einem Natursteinsockel, hat ein verputztes Erdgeschoss sowie verbretterte Drempel. Das ziegelgedeckte Satteldach hat eine Fledermausgaube.

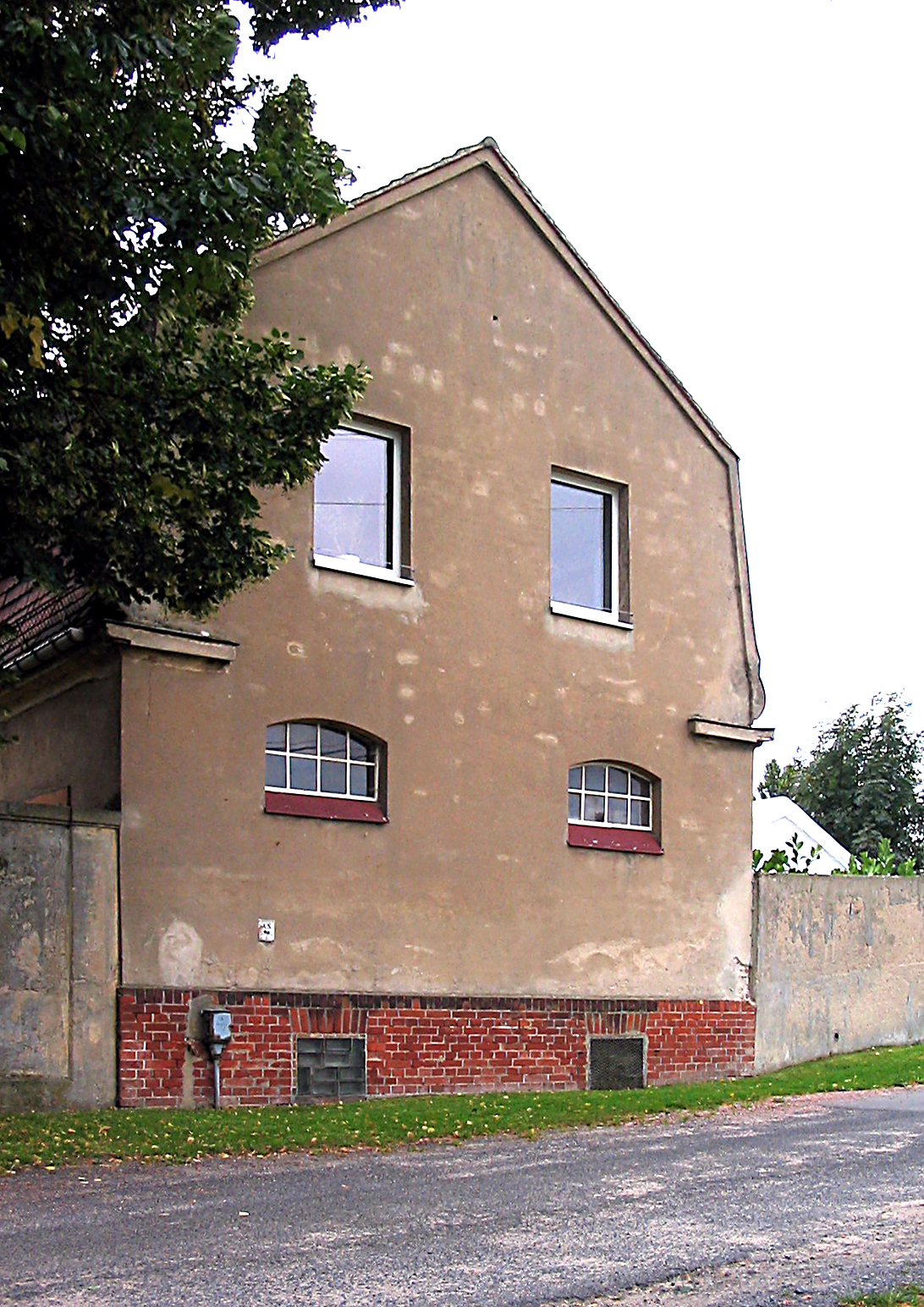
Kutscherhaus (an der Straße)
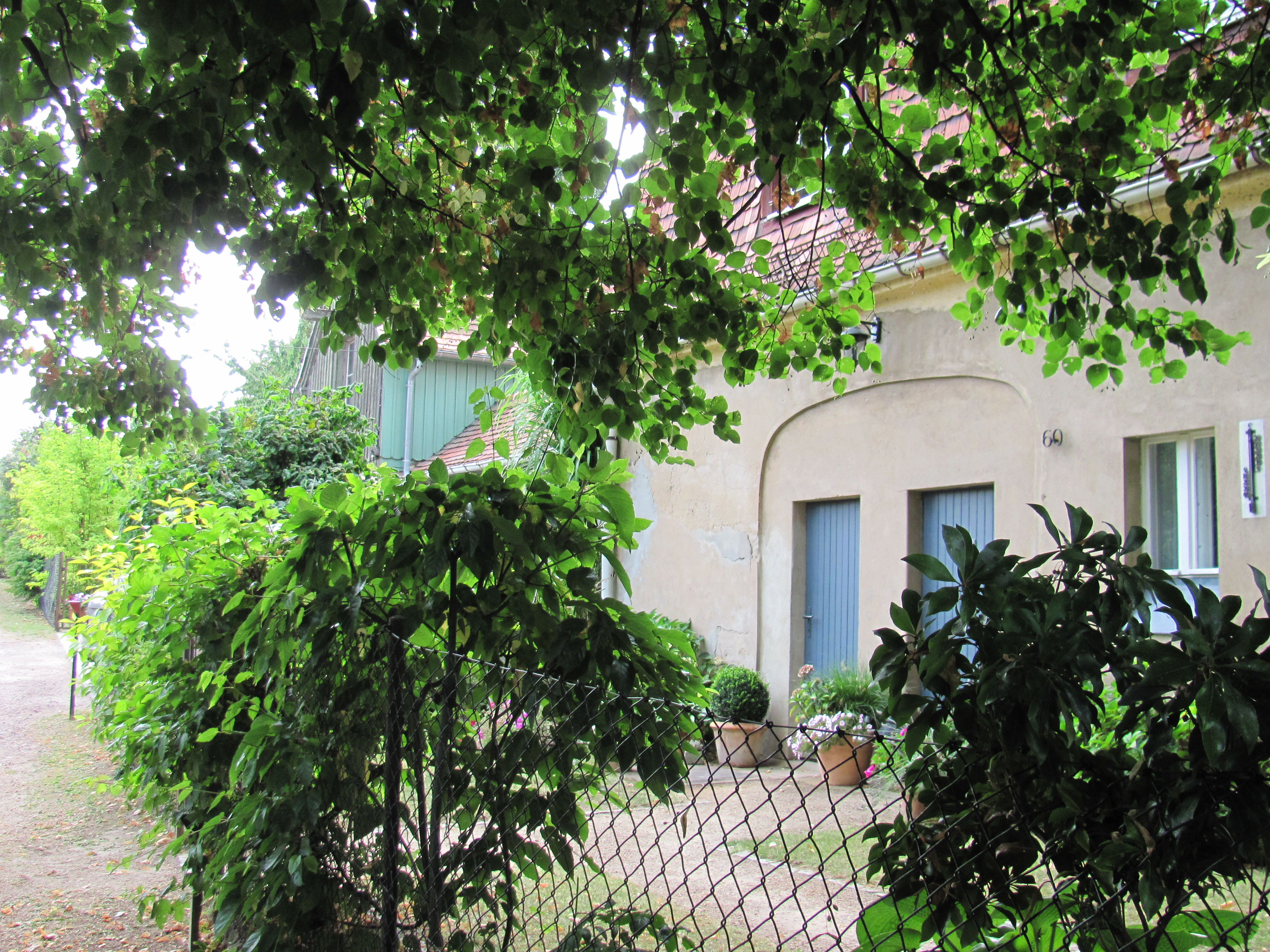
Kutscherhaus
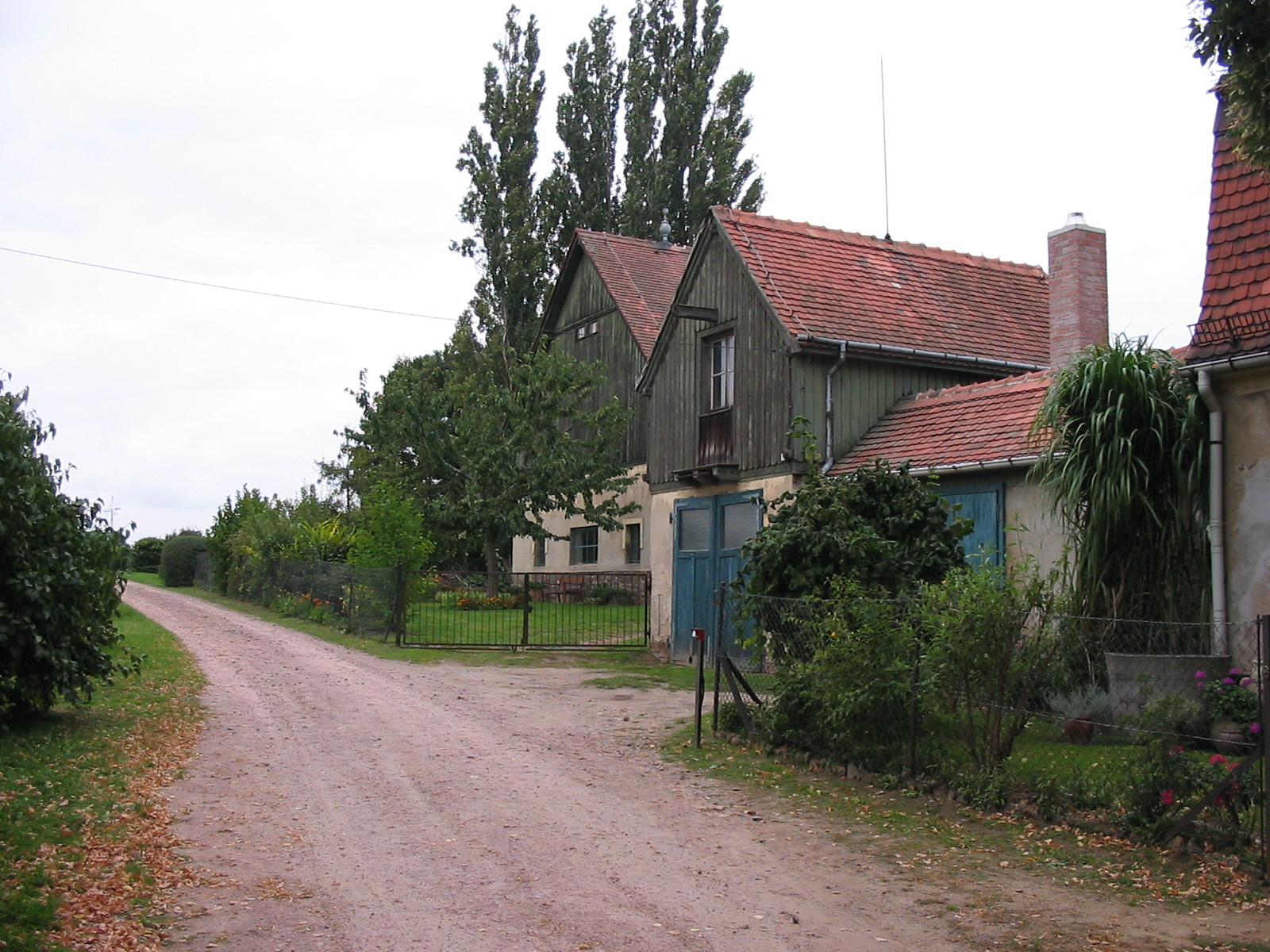
Zwischenbau, Remise und Scheune (vom Tor aus)
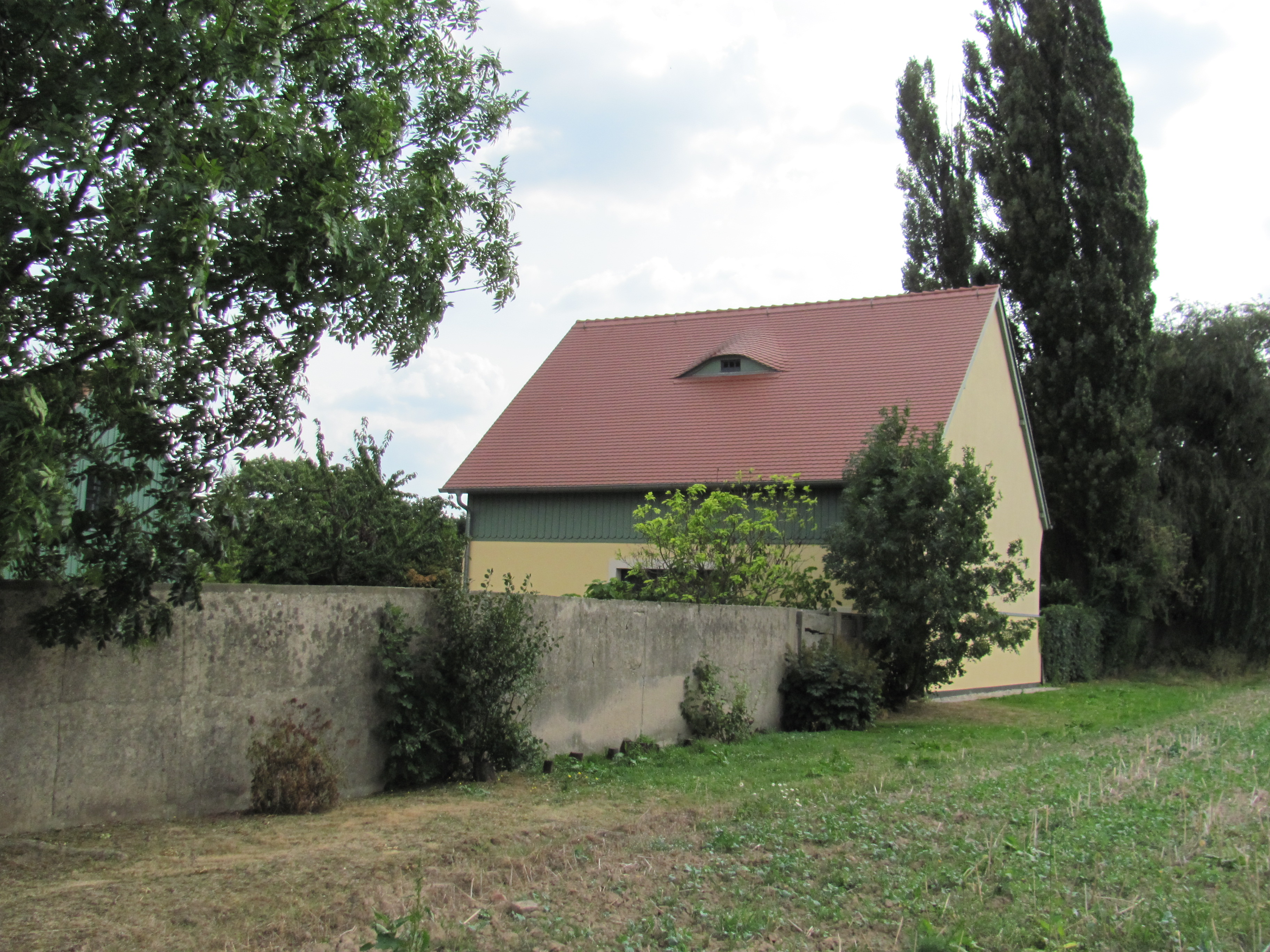
Stallgebäude

## Geschichte
Die Villa wurde 1911 als Wohnhaus des Chemikers Richard Seifert und des Kaufmanns Otto Walther oberhalb der Weinberge von Oberlößnitz durch den Dresdner Architekten Georg Heinsius von Mayenburg errichtet.
Seifert, der bis dahin in der Villa Marianne nahe seiner Arbeitsstätte wohnte, überließ die Bauausführung dem Bauunternehmen des Serkowitzer Baumeisters Johannes Eisold.
Seifert war seit 1907 Direktor der Chemischen Fabrik v. Heyden in Radebeul, wo er neben seinen vielen weiteren pharmazeutischen Entwicklungen auch die Rezeptur für das von seinem Freund Karl August Lingner als Odol vermarktete Mundwasser entwickelt hatte. Der Tautzschgenhof, auch Tautzschkenhof, ist benannt nach dem Tautzschkenkopf beziehungsweise dem Tautzschenbach.
Im Jahr 1939 wohnte dort der Radebeuler Unternehmer Otto Baer, Eigentümer der nach seinem gleichnamigen Vater benannten Farbenfabrik.
Nach dem Zweiten Weltkrieg wurde auf dem Anwesen 1948 ein kleines Gebäude errichtet, in dem sich die Radiosondenaufstiegsstelle Radebeul-Wahnsdorf befand. Diese nahm mit ihren Radiosonden 1957/58 am Internationalen Geophysikalischen Jahr teil, zusammen mit den anderen DDR-Aufstiegsstellen in Greifswald, Wernigerode und Lindenberg (Meteorologisches Observatorium Lindenberg).
Zudem befand sich dort zu DDR-Zeiten lange Zeit der Wahnsdorfer Kindergarten, der 1991 in das Schulhaus in der Schulstraße umzog. Seitdem wird das Haus wieder privat genutzt.